# Marion Reid
Pour les articles homonymes, voir Reid.
Marion Reid est une femme politique canadienne née le 4 janvier 1929 à North Rustico et morte le 22 juin 2023.
Elle servit comme lieutenante-gouverneure de la province de l'Île-du-Prince-Édouard entre 1991 et 1994. Elle est la toute première femme à assumer ce poste dans l'histoire de la province.

## Biographie

Blason de Marion Loretta Reid.